# Alexander Abraham Polak
Alexander Abraham Polak, bekend als Alex. A. Polak (Rotterdam, 11 juli 1874 – Amsterdam, 8 augustus 1961) was een Nederlands violist en concertmeester van het Concertgebouworkest.

## Familie
Hij was zoon van Levi Polak en Elizabet Polak. Zelf was hij sinds 1904 getrouwd met de onderwijzeres Jeannette Kiek, die landelijk bekend werd als voorlichtster over gezinsbudgettering. Het echtpaar had vijf kinderen van wie zoon Frederik Lodewijk (Fred Polak, 1907-1985), bekend als pionier op het gebied van de futurologie, trouwde met de dichteres Louise Moor. Dochter Nora Jeannette (1915-1943), kostuumontwerpster,  werd omgebracht in Sobibór. Zoon Rudolf Jan (1916-2003) werd advocaat en procureur en was van 1953 tot 1959 als privaatdocent aan de Gemeente Universiteit. Zoon Paul Jacob (1922-2000) was topambtenaar bij het Ministerie van Buitenlandse Zaken.

## Loopbaan
Alex A. Polak kreeg zijn opleiding aan het Conservatorium van Amsterdam bij de docenten Joseph Cramer en Christiaan Timmner. Hij trad in 1894 toe tot het Concertgebouworkest als eerste violist en was van 1915 tot 1934 concertmeester. In de hoedanigheid van vioolsolist trad hij van 1905 tot 1927 ook 21 keer op bij het orkest onder de dirigenten Martin Heuckeroth, Willem Mengelberg, Cornelis Dopper, Gustav Kogel, Evert Cornelis, Nico Gerharz en Alexander Schmuller. Hij was medeoprichter en secretaris van de "Vereniging het Concertgebouw".
In de kamermuziek genoot hij enige bekendheid met de pianist Ary Belinfante en later in een duo met Johan de Veer, de zogenaamde sonateavonden.
Zijn laatste jaren woonde hij aan de Hobbemakade 119. Hij werd begraven op Zorgvlied.